# Im Anfang war der Wasserstoff
Im Anfang war der Wasserstoff ist der Titel eines populärwissenschaftlichen Buches von Hoimar von Ditfurth, das 1972 erschien. Es beschreibt die Entstehung des Weltalls, der Erde und des Lebens auf der Erde bis zur Entstehung des Bewusstseins auf Grundlage des damaligen Wissensstandes und behandelt viele Themen, die Ditfurth auch in seiner Fernsehserie Querschnitt beleuchtet hatte. Der Titel spielt provokativ auf den Anfang des Evangeliums nach Johannes an: „Im Anfang war das Wort“. Mit Wasserstoff meinte Ditfurth das erste chemische Element, das mutmaßlich nach dem Urknall entstanden ist.

## Inhalt
Der erste Teil behandelt die Naturgeschichte Vom Urknall bis zur Entstehung der Erde, der zweite Teil Die Entstehung des Lebens, der dritte Teil die Naturgeschichte Von der ersten Zelle bis zur Eroberung des Festlands, der vierte Teil Die Erfindung der Warmblütigkeit und die Entstehung von „Bewusstsein“, der fünfte Teil Die Geschichte der Zukunft.
In Einleitung und viertem Teil entwickelte Ditfurth seine These, dass es Verstand auch ohne Gehirn gebe, die er 1976 in seinem Werk Der Geist fiel nicht vom Himmel weiter ausführte. Einleitend führt er das Beispiel der Raupe des Schmetterlings Attacus edwardii (Kaiseratlas) an, die mehrere Blätter so anbeißt, dass sie vertrocknen und sich einrollen, und sich dann in einem davon verpuppt. Auf diese Weise frustriert sie Vögel, die eingerollte Blätter nach Raupen durchsuchen.

## Ausgaben
- Hoimar v. Ditfurth: Im Anfang war der Wasserstoff. Hoffmann und Campe, Hamburg 1972, ISBN 3-455-01460-7.
- Hoimar v. Ditfurth: Im Anfang war der Wasserstoff. Dt. Taschenbuch-Verlag, München 1993 ISBN 978-3-423-30015-5